# Лунка-Молдовей
Лунка-Молдовей (рум. Lunca Moldovei) — село у повіті Нямц в Румунії. Входить до складу комуни Пестревень.
Село розташоване на відстані 307 км на північ від Бухареста, 33 км на північний схід від П'ятра-Нямца, 75 км на захід від Ясс.

## Населення
За даними перепису населення 2002 року у селі проживали 340 осіб, усі — румуни. Усі жителі села рідною мовою назвали румунську.